# Список міністрів закордонних справ Австралії

## Міністри закордонних справ Австралії
1. Едмунд Бартон — (1901–1903);
2. Альфред Дікін — (1903–1904);
3. Вільям Морріс Г'юз — (1904);
4. Джордж Г'юстон Рід — (1904–1905);
5. Альфред Дікін — (1905–1908);
6. Егертон Лі Бетчелор — (1908–1909);
7. Літтлтон Ернст Грум — (1909–1910);
8. Егертон Лі Бетчелор — (1910–1911);
9. Джозайя Томас — (1911–1913);
10. Патрік Макмагон Глінн — (1913–1914);
11. Джон Ендрю Артур — (1914);
12. Г'ю Магон — (1914–1916);
13. Фредерік Вільям Банфорд — (1916–1917);
14. Патрік Макмагон Глінн — (1917–1918);
15. Вільям Морріс Г'юз — (1921–1923);
16. Стенлі Мельбурн Брюс — (1923–1929);
17. Джеймс Генрі Скаллін — (1929–1932);
18. Джон Грейг Латем — (1932–1934);
19. Джордж Фостер Пірс — (1934–1937);
20. Вільям Морріс Г'юз — (1937–1939);
21. Генрі Сомер Галлетт — (1939–1940);
22. Джон Мак-Евен — (1940);
23. Фредерік Гарольд Стюарт — (1940–1941);
24. Герберт Вере Еватт — (1949–1951);
25. Річард Гардінер Кейсі — (1951–1960);
26. Роберт Гордон Мензіс — (1960–1961);
27. Гарфілд Барвік — (1961–1964);
28. Пол Мірна Кадвалла Гезлак — (1964–1969);
29. Гордон Фріс — (1969);
30. Вільям Макмагон — (1969–1971);
31. Леслі Гаррі Ернст Бері — (1971);
32. Найджел Губерт Боуен — (1971–1972);
33. Едвард Г'ю Вітлем — (1972–1973);
34. Дон Роберт Віллісі — (1973–1975);
35. Ендрю Пікок — (1975–1980);
36. Ентоні Стріт — (1980–1983);
37. Вільям Джордж Хейден — (1983–1988);
38. Гарет Джон Еванс — (1988–1996);
39. Олександр Доунер — (1996–2007);
40. Стівен Френсіс Сміт — (2007–2010);
41. Кевін Радд — (2010–2012);
42. Боб Карр — (2012–2013);
43. Джулія Бішоп — (2013—2018);
44. Меріс Пейн — (2018—2022);
45. Пенні Вонґ — (з 2022).